# I due evasi di Sing Sing
I due evasi di Sing Sing è un film del 1964 diretto da Lucio Fulci.

## Trama
Nella famosa prigione di Sing Sing presso New York, si trovano i cugini Franco e Ciccio Bacalone, che stanno per essere giustiziati e che tentano invano, di evitare l'amaro destino che li spetta. I due vengono trascinati in una camera dove sono poste due sedie inizialmente scambiate per quelle elettriche, ma in realtà servono solo a legare i prigionieri per evitare la loro fuga. I cugini si accorgono solamente dopo essere stati legati, che saranno giustiziati con una pillola di cianuro posta sotto la sedia di Franco che, fortunatamente quando questa viene rilasciata, quest'ultimo agitando i piedi evita l'esplosione del gas tossico, salvando così la pelle. Dopo aver salva la vita, Franco scrive le sue memorie e racconta come lui e Ciccio sono finiti in prigione.

Arturo Dominici e Attilio Dottesio nel film I due evasi di Sing Sing

Trasferitasi in America sin da piccoli, i due trovarono lavoro all'interno di un bagno turco frequentato da gente legata alla malavita, tra cui Attanasia, uno dei più potenti boss di New York e Jarchin Enriquez detto Lo sfregiato. A questo punto, i due cugini a loro insaputa vengono coinvolti in un conflitto a fuoco fra le due gang rivali che, per complicità involontaria dei due, salvano la propria vita e quella del boss Attanasia, che li invita nella sua villa per sdebitarsi.
Arrivati nella reggia di Attanasia, i due si accorgono della ricchezza e dell'incredibile potere di cui dispone quest'ultimo, a cui basta fare una telefonata per cambiare totalmente lo scenario televisivo a suo piacimento. I due ignorano ingenuamente che Attanasia sia un boss della malavita ed accettano di lavorare per lui, Franco come pugile e Ciccio come "secondo" del cugino.
I due vengono invischiati inaspettatamente negli affari del boss, che riesce ad immergersi nel mondo del pugilato ed entra in conflitto con Lemmy Tristan, suo nemico anch'egli impegnato nella boxe. Attanasia decide così di truccare tutti gli incontri per facilitare il cammino dei cugini a giocarsi il titolo mondiale, mentre il tentativo di uccisione di Franco da parte di Tristan, contrario a dover condividere gli affari con qualcun altro, fallisce.
I due capi così, raggiungono un accordo; uccidere Franco all'ultimo incontro per il titolo mondiale e dividere il bottino delle scommesse. Franco e Ciccio intanto vengono a sapere dei piani di Attanasia e tentano di scappare, ma vengono fermati dagli scagnozzi di quest'ultimo e costretti a dover disputare l'incontro con Frederick Jones, pugile fidato di Tristan. I due cugini grazie ad una serie di eventi tragicomici riescono comunque a burlarsi di Jones, vincendo il titolo mondiale e guadagnandosi l'odio di Attanasia, che si ritroverà in un conflitto a fuoco con Tristan quest'ultimo convinto d'esser stato ingannato. All'arrivo della polizia gli unici due superstiti sono Franco e Ciccio che chiedono di parlare solo in presenza di un avvocato.
Accusati della strage, i due verranno condannati a 99 anni da scontare nel carcere di Sing Sing. Per loro sfortuna finiscono nella stessa cella dove è accasato Lo sfregiato, finito in prigione a causa loro, Franco e Ciccio così, saranno costretti ad aiutare quest'ultimo, intento nello scavare un tunnel per evadere dal carcere. Fallito il primo tentativo e dopo un mese di isolamento, riescono comunque ad evadere grazie alla complicità della nitroglicerina usata da Lo sfregiato.
I due cugini così, cercheranno aiuto da Tony e Joe, scagnozzi di Attanasia passati al comando dopo la sua morte, ma si ritroveranno nel bel mezzo dell'ennesimo conflitto a fuoco e verranno nuovamente accusati e portati in prigione. Franco e Ciccio ormai rassegnati al loro destino, saranno messi al corrente dal direttore che Tony Agnello, prima di morire aveva confessato la loro innocenza, ma i due, convinti di un bluff e per timore d'esser giustiziati una seconda volta, si rifiuteranno di aprire la cella, barricandosi per 19 lunghi anni, prima di rifiutare una seconda volta la libertà concessa dal nuovo direttore.